# Madrid Open 2024 - Qualificazioni singolare femminile
Le qualificazioni del singolare femminile del Madrid Open 2024 sono  un torneo di tennis preliminare per accedere alla fase finale della manifestazione disputate il 22 e 23 aprile 2024. Le vincitrici dell'ultimo turno sono entrate di diritto nel tabellone principale. In caso di ritiro di una o più giocatrici aventi diritto, a queste sono subentrate le lucky loser, ossia le giocatrici che avevano perso nell'ultimo turno ma che avevano una classifica più alta rispetto alle altre partecipanti che avevano comunque perso nel turno finale.

## Teste di serie
1. Camila Osorio (primo turno)
2. Nadia Podoroska (spostata nel tabellone principale)
3. Greet Minnen (ultimo turno, lucky loser)
4. Jaqueline Cristian (qualificata)
5. Océane Dodin (primo turno)
6. Rebeka Masarova (primo turno)
7. Bernarda Pera (qualificata)
8. María Carlé (qualificata)
9. Laura Siegemund (qualificata)
10. Clara Tauson (primo turno)
11. Harriet Dart (qualificata)
12. Yanina Wickmayer (primo turno)

1. Jéssica Bouzas Maneiro (qualificata)
2. Bai Zhuoxuan (ultimo turno, lucky loser)
3. Varvara Gracheva (qualificata)
4. Daria Saville (ultimo turno, lucky loser)
5. Marija Timofeeva (ultimo turno)
6. Kamilla Rachimova (primo turno)
7. Renata Zarazúa (ultimo turno)
8. Sara Errani (qualificata)
9. Katie Volynets (primo turno)
10. Hailey Baptiste (qualificata)
11. Anna Bondar (primo turno)
12. Jule Niemeier (ultimo turno)

## Qualificate
1. Olga Danilović
2. Varvara Gracheva
3. Emiliana Arango
4. Jaqueline Cristian
5. Sara Errani
6. Jéssica Bouzas Maneiro

1. Bernarda Pera
2. María Carlé
3. Laura Siegemund
4. Hailey Baptiste
5. Harriet Dart
6. Sára Bejlek

### Lucky losers
1. Bai Zhuoxuan
2. Daria Saville

1. Greet Minnen

## Tabellone

### Legenda
| - Q = Qualificato - WC = Wild card - LL = Lucky loser | - ALT = Alternate - SE = Special Exempt - PR = Protected Ranking | - w/o = Walkover - r = Ritirato - d = Squalificato |

### Sezione 1
|  | Primo turno | Primo turno         | Primo turno         | Primo turno | Primo turno |  |  | Ultimo turno | Ultimo turno   | Ultimo turno   | Ultimo turno | Ultimo turno |  |
|  |             |                     |                     |             |             |  |  |              |                |                |              |              |  |
|  | 1           | Camila Osorio       | Camila Osorio       | 3           | 5           |  |  |              |                |                |              |              |  |
|  |             | Olga Danilović      | Olga Danilović      | 6           | 7           |  |  |              | Olga Danilović | Olga Danilović | 6            | 6            |  |
|  |             | Nuria Párrizas Díaz | Nuria Párrizas Díaz | 69          | 5           |  |  | 24           | Jule Niemeier  | Jule Niemeier  | 4            | 4            |  |
|  | 24          | Jule Niemeier       | Jule Niemeier       | 7           | 7           |  |  |              |                |                |              |              |  |

### Sezione 2
|  | Primo turno | Primo turno       | Primo turno       | Primo turno | Primo turno |  |  | Ultimo turno | Ultimo turno      | Ultimo turno      | Ultimo turno | Ultimo turno |  |
|  |             |                   |                   |             |             |  |  |              |                   |                   |              |              |  |
|  | Alt         | Jessika Ponchet   | Jessika Ponchet   | 4           | 2           |  |  |              |                   |                   |              |              |  |
|  |             | Elizabeth Mandlik | Elizabeth Mandlik | 6           | 6           |  |  |              | Elizabeth Mandlik | Elizabeth Mandlik | 1            | 1            |  |
|  | WC          | Guiomar Maristany | Guiomar Maristany | 2           | 3           |  |  | 15           | Varvara Gracheva  | Varvara Gracheva  | 6            | 6            |  |
|  | 15          | Varvara Gracheva  | Varvara Gracheva  | 6           | 6           |  |  |              |                   |                   |              |              |  |

### Sezione 3
|  | Primo turno | Primo turno       | Primo turno       | Primo turno | Primo turno |  |  | Ultimo turno | Ultimo turno    | Ultimo turno | Ultimo turno | Ultimo turno |  |
|  |             |                   |                   |             |             |  |  |              |                 |              |              |              |  |
|  | 3           | Greet Minnen      | 3                 | 6           | 6           |  |  |              |                 |              |              |              |  |
|  |             | Darja Semeņistaja | 6                 | 2           | 4           |  |  | 3            | Greet Minnen    | 6            | 68           | 1            |  |
|  |             | Emiliana Arango   | Emiliana Arango   | 6           | 6           |  |  |              | Emiliana Arango | 2            | 7            | 6            |  |
|  | 18          | Kamilla Rachimova | Kamilla Rachimova | 4           | 1           |  |  |              |                 |              |              |              |  |

### Sezione 4
|  | Primo turno | Primo turno          | Primo turno        | Primo turno | Primo turno |  |  | Ultimo turno | Ultimo turno       | Ultimo turno | Ultimo turno | Ultimo turno |  |
|  |             |                      |                    |             |             |  |  |              |                    |              |              |              |  |
|  | 4           | Jaqueline Cristian   | Jaqueline Cristian | 7           | 6           |  |  |              |                    |              |              |              |  |
|  |             | McCartney Kessler    | McCartney Kessler  | 64          | 4           |  |  | 4            | Jaqueline Cristian | 6            | 2            | 6            |  |
|  | Alt         | Anastasija Zacharova | 1                  | 7           | 2           |  |  | 16           | Daria Saville      | 4            | 6            | 2            |  |
|  | 16          | Daria Saville        | 6                  | 5           | 6           |  |  |              |                    |              |              |              |  |

### Sezione 5
|  | Primo turno | Primo turno         | Primo turno         | Primo turno | Primo turno |  |  | Ultimo turno | Ultimo turno        | Ultimo turno | Ultimo turno | Ultimo turno |  |
|  |             |                     |                     |             |             |  |  |              |                     |              |              |              |  |
|  | 5           | Océane Dodin        | Océane Dodin        | 3           | 1           |  |  |              |                     |              |              |              |  |
|  | WC          | Leyre Romero Gormaz | Leyre Romero Gormaz | 6           | 6           |  |  | WC           | Leyre Romero Gormaz | 5            | 6            | 1            |  |
|  |             | Julia Riera         | 6                   | 0           | 2           |  |  | 20           | Sara Errani         | 7            | 4            | 6            |  |
|  | 20          | Sara Errani         | 2                   | 6           | 6           |  |  |              |                     |              |              |              |  |

### Sezione 6
|  | Primo turno | Primo turno            | Primo turno | Primo turno | Primo turno |  |  | Ultimo turno | Ultimo turno           | Ultimo turno           | Ultimo turno | Ultimo turno |  |
|  |             |                        |             |             |             |  |  |              |                        |                        |              |              |  |
|  | 6           | Rebeka Masarova        | 4           | 6           | 1           |  |  |              |                        |                        |              |              |  |
|  |             | Sachia Vickery         | 6           | 4           | 6           |  |  |              | Sachia Vickery         | Sachia Vickery         | 65           | 2            |  |
|  | WC          | Claire Liu             | 2           | 6           | 4           |  |  | 13           | Jéssica Bouzas Maneiro | Jéssica Bouzas Maneiro | 7            | 6            |  |
|  | 13          | Jéssica Bouzas Maneiro | 6           | 2           | 6           |  |  |              |                        |                        |              |              |  |

### Sezione 7
|  | Primo turno | Primo turno    | Primo turno    | Primo turno | Primo turno |  |  | Ultimo turno | Ultimo turno   | Ultimo turno   | Ultimo turno | Ultimo turno |  |
|  |             |                |                |             |             |  |  |              |                |                |              |              |  |
|  | 7           | Bernarda Pera  | Bernarda Pera  | 6           | 6           |  |  |              |                |                |              |              |  |
|  |             | Laura Pigossi  | Laura Pigossi  | 4           | 2           |  |  | 7            | Bernarda Pera  | Bernarda Pera  | 6            | 6            |  |
|  | WC          | Alycia Parks   | Alycia Parks   | 1           | 1           |  |  | 19           | Renata Zarazúa | Renata Zarazúa | 3            | 2            |  |
|  | 19          | Renata Zarazúa | Renata Zarazúa | 6           | 6           |  |  |              |                |                |              |              |  |

### Sezione 8
|  | Primo turno | Primo turno    | Primo turno    | Primo turno | Primo turno |  |  | Ultimo turno | Ultimo turno | Ultimo turno | Ultimo turno | Ultimo turno |  |
|  |             |                |                |             |             |  |  |              |              |              |              |              |  |
|  | 8           | María Carlé    | María Carlé    | 6           | 7           |  |  |              |              |              |              |              |  |
|  | WC          | Taylah Preston | Taylah Preston | 2           | 5           |  |  | 8            | María Carlé  | María Carlé  | 6            | 7            |  |
|  |             | Astra Sharma   | 4              | 6           | 6           |  |  |              | Astra Sharma | Astra Sharma | 3            | 5            |  |
|  | 21          | Katie Volynets | 6              | 1           | 4           |  |  |              |              |              |              |              |  |

### Sezione 9
|  | Primo turno | Primo turno            | Primo turno            | Primo turno | Primo turno |  |  | Ultimo turno | Ultimo turno           | Ultimo turno           | Ultimo turno | Ultimo turno |  |
|  |             |                        |                        |             |             |  |  |              |                        |                        |              |              |  |
|  | 9           | Laura Siegemund        | 4                      | 6           | 6           |  |  |              |                        |                        |              |              |  |
|  | WC          | Tyra Caterina Grant    | 6                      | 2           | 2           |  |  | 9            | Laura Siegemund        | Laura Siegemund        | 6            | 6            |  |
|  | WC          | Carlota Martínez Círez | Carlota Martínez Círez | 6           | 6           |  |  | WC           | Carlota Martínez Círez | Carlota Martínez Círez | 1            | 2            |  |
|  | 23          | Anna Bondar            | Anna Bondar            | 3           | 2           |  |  |              |                        |                        |              |              |  |

### Sezione 10
|  | Primo turno | Primo turno      | Primo turno      | Primo turno | Primo turno |  |  | Ultimo turno | Ultimo turno     | Ultimo turno     | Ultimo turno | Ultimo turno |  |
|  |             |                  |                  |             |             |  |  |              |                  |                  |              |              |  |
|  | 10          | Clara Tauson     | Clara Tauson     | 6           | r           |  |  |              |                  |                  |              |              |  |
|  | WC          | Rebecca Šramková | Rebecca Šramková | 7           |             |  |  | WC           | Rebecca Šramková | Rebecca Šramková | 2            | 0            |  |
|  | WC          | Ariana Geerlings | 6                | 1           | 2           |  |  | 22           | Hailey Baptiste  | Hailey Baptiste  | 6            | 6            |  |
|  | 22          | Hailey Baptiste  | 2                | 6           | 6           |  |  |              |                  |                  |              |              |  |

### Sezione 11
|  | Primo turno | Primo turno          | Primo turno | Primo turno | Primo turno |  |  | Ultimo turno | Ultimo turno     | Ultimo turno | Ultimo turno | Ultimo turno |  |
|  |             |                      |             |             |             |  |  |              |                  |              |              |              |  |
|  | 11          | Harriet Dart         | 0           | 6           | 7           |  |  |              |                  |              |              |              |  |
|  |             | Aljaksandra Sasnovič | 6           | 3           | 61          |  |  | 11           | Harriet Dart     | 4            | 6            | 7            |  |
|  |             | Fiona Ferro          | 5           | 6           | 2           |  |  | 17           | Marija Timofeeva | 6            | 3            | 5            |  |
|  | 17          | Marija Timofeeva     | 7           | 3           | 6           |  |  |              |                  |              |              |              |  |

### Sezione 12
|  | Primo turno | Primo turno               | Primo turno      | Primo turno | Primo turno |  |  | Ultimo turno | Ultimo turno | Ultimo turno | Ultimo turno | Ultimo turno |  |
|  |             |                           |                  |             |             |  |  |              |              |              |              |              |  |
|  | 12          | Yanina Wickmayer          | Yanina Wickmayer | 1           | 4           |  |  |              |              |              |              |              |  |
|  |             | Sára Bejlek               | Sára Bejlek      | 6           | 6           |  |  |              | Sára Bejlek  | 6            | 1            | 6            |  |
|  | WC          | Irene Burillo Escorihuela | 2                | 7           | 3           |  |  | 14           | Bai Zhuoxuan | 4            | 6            | 3            |  |
|  | 14          | Bai Zhuoxuan              | 6                | 65          | 6           |  |  |              |              |              |              |              |  |